# Førtidspension
Førtidspension er en offentlig social ydelse, man kan søge om at få tilkendt i slutningen af arbejdslivet som følge af en pådraget svækkelse eller lidelse. 
Denne kan eventuelt være en følge af nedslidning, udbrændthed eller lignende konsekvenser af kritisable forhold på arbejdspladsen, såsom hårdt fysisk slid, højt tempo og dårligt arbejdsmiljø. 
De skader, man har pådraget sig, gør, at man ikke længere kan passe et almindeligt arbejde. 
Førtidspension kan også simpelt opnås, når en person i den arbejdsdygtige alder, pga sygdom ikke kan udvikle rimelig erhvervsevne og dermed ikke kan opretholde en almen levestandard. 
Pr. 2024 var der i Danmark 244.405 danskere på førtidspension.

## Statistik
|          | 2007                              | 2008                              | 2009                              | 2010                              | 2011                              | 2012                              | 2013                              | 2014                              |
| -------- | --------------------------------- | --------------------------------- | --------------------------------- | --------------------------------- | --------------------------------- | --------------------------------- | --------------------------------- | --------------------------------- |
| Mænd     | 107.432                           | 106 996                           | 107 617                           | 108 164                           | 108 648                           | 108 535                           | 107 728                           | 103 227                           |
| Kvinder  | 128.708                           | 128 373                           | 129 232                           | 130 433                           | 130 832                           | 130 201                           | 128 837                           | 123 147                           |
| Notater: | Tallene er for 1. kvartal af året | Tallene er for 1. kvartal af året | Tallene er for 1. kvartal af året | Tallene er for 1. kvartal af året | Tallene er for 1. kvartal af året | Tallene er for 1. kvartal af året | Tallene er for 1. kvartal af året | Tallene er for 1. kvartal af året |

I perioden 2010-2018 er antallet af modtagere af førtidspension faldet fra 257.714 til 214.135 svarende til 17%.

### Fodnoter
1. ↑  Statistikbanken.dk Arkiveret 5. juli 2015 hos  Wayback Machine, fra Danmarks Statistik

| Økonomi | Spire Denne artikel om økonomi er en spire som bør udbygges. Du er velkommen til at hjælpe Wikipedia ved at udvide den. |